# Plaque des Mariannes
Pour les articles homonymes, voir Marianne (homonymie).
La plaque des Mariannes  est une plaque tectonique de la lithosphère de la planète Terre. Sa superficie est de 0,01037 stéradians. Elle est généralement associée à la plaque philippine.
Elle se situe dans l'Ouest de l'océan Pacifique. Elle couvre une petite partie de l'océan Pacifique et de la mer des Philippines ainsi que l'archipel des Mariannes.
La plaque des Mariannes est en contact avec les plaques Philippines et pacifique.
Ses frontières avec les autres plaques sont notamment formées de la fosse des Mariannes sur la côte Est de l'archipel des Mariannes et de la fosse de Yap sur sa côte Sud.
Le déplacement de la plaque des Mariannes se fait à une vitesse de rotation de 1,278° par million d'années selon un pôle eulérien situé à 43° 78′ de latitude Nord et 149° 21′ de longitude Est (référentiel : plaque pacifique).

## Sources
- (en) Peter Bird, An updated digital model of plate boundaries, vol. 4, Geochemistry Geophysics Geosystems, 14 mars 2003 (DOI 10.1029/2001GC000252, Bibcode 2003GGG.....4.1027B, lire en ligne)